# Рудник Маунт Ајза
Рудник Маунт Ајза је рудник бакра, олова, цинка и сребра у близини града Maунт Ајзе у држави Квинсленд, Аустралија.
Mount Isa Mines Limited ("МИМ") (транскр. Mаунт Ајза мајнс лимитед ) je компанија која руководи рудником Маунт Ајза и она представља део Glencore групе компанија. Током 1980. године МИМ је била највећа аустралијска компанија. Представила је неколико значајних иновација у рударској индустрији, укључујући технологију рафинирања бакра Isa Process, технологију топљења Isasmelt и технологију финог млевења IsaMill, а такође је комерцијализовала технологију флотације силоса Jameson Cell.

## Историја
Године 1923. лежиште који садржи олово, цинк и сребро открио је рудар Џон Кембел Мајлс (енгл. John Campbell Miles). "Mount Isa Mines Limited" била је једна од три компаније основане 1924. ради експлоатације лежишта које је открио Мајлс, али производња није започета до маја 1931. Друге две компаније су биле "Mount Isa Silver Lead Proprietary" и "Mount Isa South". МИМ je обе компаније купио крајем 1925. године.

### Сиромашне године (1924–1945)
Ране године карактерисала је борба за развој лежишта оловно-цинкове руде, укључујући све већу потребу за финансирањем бушења, металуршким испитним радом и потапањем окна, а постојала је значајна сумња да ли ће Мајлсово откриће икада донети нешто више . Међутим, до краја 1928. године, бушење је омогућило процену резерви од 21,2 милиона тона, које су у то време биле највеће у историји Аустралије, а по процени достигле су 32 милиона тона 1930. године.
Пресудно за успех било ког рударског подухвата била је железничка пруга која је спајала подручје са обалом. Међутим, влада у Квинсленду није била вољна да улаже у железницу због тога што рудник може бити ограниченог живота. Након што је рударска компанија гарантовала да покрије све губитке, изградња железнице од Клонцурија до Маунт Ајзе почела је 1926. године, а пруга је отворена 27. маја 1929. године, што је Маунт Ајзи поставило основну везу са источном обалом Квинсленда.
Трошкови експлоатације рудног тела Маунт Ајза били су толико високи да су се власници морали обратити АСАРЦО-у [[ASARCO|]] да би добили довољно финансијских средстава како би се операција могла извести. Пројекат је каснио према распореду и премашивао је буџет, што је на крају резултирало тиме да је АСАРЦО послао свог човека Џулијус Крашнита Другог ( енгл. Julius Kruttschnitt II) да преузме одговорност на себе. Крашнит је стигао 1930. године и открио да се рачуни не плаћају, јер није било новца за плаћање, да су окна поплављена, а изградња површинских постројења је каснила месецима у односу на претходно направњени пројекат.
Када је експлоатација започета 1931, рудник је механизован у обиму који раније није виђен у Аустралији, и то увођењем механизованог бушења и обраде механичким лопатама, а не ручним бушењем и уз помоћ обичних лопата и чекића. Почетна производња рудника била је 660.000 тона годишње („т / г“) руде и задржала се на овом нивоу до 1953. 
Чак и након што је прва руда била ископана и обрађена, операције Маунт Ајза су се бориле за опстанак. Топионица се показала неадекватном и тражила је трећу пећ и додатне машине за синтеровање. Опоравак драгоцених минерала у концентратору био је мањи од очекиваног а цене метала биле су смањене Великом депресијом 1930-их. Откривено је да је скроман опоравак узрокован неуобичајеном (за сада) фином гранулацијом минералних зрна у руди Маунт Ајзе. Док су се цене метала ипак на крају опоравиле како је депресија пролазила, ситна минерална зрна наставила су да муче оловно-цинкани процес Маунт Ајзе у данима који су следили.
До јуна 1933, дуг МИМ-а према повериоцима широм света, од 2,88 милиона фунти, износио је 15% свих пореза на доходак исплаћених у Аустралији 1932. године. Тек у финансијској години 1936–1937. МИМ је остварио прву зараду  и компанија је могла да почне да отплаћује свој нагомилани дуг. Међутим, избијање Другог светског рата није било нимало великодушно за МИМ, јер више није успевао да пронађе тржиште за сву своју производњу, а цена олова није била у порасту као и током Првог светског рата . 
Иако је током бушења крајем 1920-их откривена некаква минерализација бакра, главни проналазак је дошао тек 1930. године, када је бушење ради истраживања оловно-цинкове руде прошло кроз готово 38 метара дебеле минерализације бакра, у којој се у просеку налазило 4,3% бакра. Иако је ово била веома добра концентрација бакра, МИМ није имао финансијска средства за производњу бакра, и тек када су се 1937. године повећале цене бакра, дошло је до подстицаја за даље истраживање бакра. Ови напори у почетку нису били успешни, али су уродили плодом 1940. и 1941. Међутим, тек у периоду од 1941. до 1942. године минирањем 7. нивоа рудног тела олова и цинка у руднику Black Star омогућено је стварање лежишта бакра које је било економично за екплоатацију.
МИМ још увек није био у могућности да копа бакар, јер је имао залихе оловних полуга и концентрата цинка који се нису могли продати због рата. Међутим, аустралијској влади је био потребан бакар у ратне сврхе и позајмио је МИМ-у износ од 50 000 фунти, како би се експлоатација омогућила. Даље бушење проширило је залихе бакра и управо зато МИМ је одлучио да пређе са производње олова на производњу бакра. Концентратор олова и цинка могао је да третира бакарну руду са малим модификацијама, али топионица олова је захтевала додавање рабљене опреме у периоду празног хода у рудницима Куридала, Маунт Катберт и Маунт Елиот.
Топљење олова престало је 9. априла 1943 и синтеровање бакарног концентрата почело је истог дана. Иако је бакар имао потенцијала да буде профитабилнији, МИМ-ова лоша срећа се наставила: Одељење за снабдевање и отпрему аустралијске владе ( Australian Government's Department of Supply and Shipping) одлучило је да му више није потребан бакар који МИМ производи и препоручило је враћање производње на олово и цинк од јануара 1944, без надокнаде за трошак претварања операција у производњу бакра. Након дуже расправе између МИМ-а и аустралијске владе, МИМ-у је дозвољено да настави са производњом бакра у периоду до шест месеци након завршетка Пацифичког рата ( енгл. Pacific War), последњи бакар је произведен 2. маја 1946. године, а производња олова настављена је у периоду раста цена олова.

### Од опстанка до просперитета (1946–1973)
Године 1947, МИМ је исплатио прву дивиденду, тиме наговештавајући крај својих досадашњих проблема, након што је прошло 16 година непрекидне производње и 23 године од дана оснивања компаније.
Исте године започето је истраживање северно од рудних тела Маунт Ајзе, на подручју које је касније постало рудник Хилтон , а након открића изданака стена које су личиле на стене рудног тела Маунт Ајзе, започето је дијамантско бушење у августу 1948. Прва бушотина пресецала је малу количину минерализације цинка. Од тада па до 1957. године предузет је веома значајан програм бушења и до 1950. године резерве руде рудника Хилтон износиле су 26 милиона тона. Процес бушења је смањен 1957. године због пада цена метала и великих капиталних издатака у операцијама које су се изводиле.
Да би осигурао адекватне залихе угља за своју електрану, која је снабдевала и МИМ-ове операције и град Маунт Ајзу, МИМ је купио контролни и најважнији удео у Bowen Consolidated Coals Mines Limited 1951. године.
Године после рата које су биле веома профитабилне омогућиле су МИМ-у да отплати дуговања, укључујући и оне према АСАРЦО-у. АСАРЦО је новац који је добио од МИМ-а користио за куповину акција, и до 1960. године поседовао је 53% МИМ-ових акција. МИМ је такође био у могућности да изгради концентратор бакра и топионицу бакра, а производња бакра је настављена у јануару 1953. Касније те године, Крашнит је поднео оставку на функцију председника Управног одбора МИМ-а.
Са поновном препоруком да се настави ископавања бакра, укупна производња руде рударских операција удвостручена је од количине 660 000 т / год. која је била експлоатисана од почетка производње 1931. И бакарне и оловно-цинкове руде биле су третиране у засебним кружним процесима   у истом концентратору, о чему ће касније бити речи у  "концентратору бр. 1".
На почетку производње бакра коришћене су две вишеструке пећнице, једна ревербераторна пећ на угаљ и два Пирс-Смитова конвертора да би се произвело 1.500 тона блистера бакра месечно (18.000 тона годишње). Током 1953. године топионица бакра је произвела 15.000 т бакра.
Истраживачке активности између 1952. И 1960. прошириле су резерве руде Маунт Ајзe са 9,9 милиона тона оловно-цинкове-сребрне руде на 25,6 милиона тона, а са 3,8 милиона тона бакарне руде на 24,2 милиона тона исте. Као последица проширења резерви, МИМ је одлучио да прошири производњу. Количина произведеног бакра порасла је са нуле 1952. на 60.000 тона 1960. године, док се производња оловних полуга повећала са око 36.860 т 1952. године на 60.000 т 1959. године, а затим се смањила на 52.000 т 1960. године као последица одлуке о смањењу производње због суочавања са глобалном појавом прекомерних залиха метала као што је олово.
1957. године у топионицу бакра је додат трећи ражњић и повећана је ширина ревербераторне пећи. 1960. године изграђене су две велике пећнице и друга, већа ревербераторна пећ како би се проширила могућност топионице бакра да производи и до 70.000 т блистера бакра годишње. Првобитна ревербераторна пећ задржана је као резервна пећ која се користи у случају да се нова пећ подвргава неком већем поступку одржавања или поправке. Нова пећ се називала „пећ бр. 1“, а старија, резервна пећ је названа „пећ бр. 2“.
МИМ је продавао блистер бакар, али 1960. године почео је са рафинисањем блистер бакра како би производио бакарну катоду у својој новој електролитичкој рафинерији бакра у Стјуарту, у близини града Таунсвила (енгл.Townsville) . Почетни капацитет бакарне рафинерије "Copper Refineries Pty Ltd ("CRL")" био је 40 000 т / год рафинисане бакарне катоде, али даља изградња започета је 1960. године да би се овај капацитет проширио на 60 000 т / год. Нова топионица је саграђена на истом месту у планини Ајза и пуштена је у рад у марту 1962. године,тиме подижући капацитет топионице бакра на 100.000 тона блистера бакра годишње.
Као одговор на све већу потражњу електричне енергије операција МИМ-а и града који се све више ширио Маунт Ајзе, МИМ је 1960. године изградио нову електрану у близини "Mica Creek" како би повећао капацитет рударске електране која је била смештена у близини топионице бакра . Рударска електрана сама се током година повећавала, почевши са снагом од пет МW 1931. године. Такође је 1958. године изграђен нови насип на реци Лајхарт због снабдевања водом Маунт Ајзе и операција МИМ-а и управо на овај начин је настало језеро Мундара .
Површински коп "Black Rock" почео је да ради у марту 1957. да би производио руду бакра. До 1963. године, Black Rock површински коп је производио руду бакар-оксида која се користила као флукс у топионици бакра. Ископавање руде халкоцита започело је 1963. године. Површински коп Black Rock затворен је прерано 1965. године због нестабилности његове западне стране. Ископавање је заустављено 40 стопа испред планиране крајње дубине од 520 стопа, због чега јр остала значајна количина висококвалитетне руде која није ископана.
Нови концентратор, који је добио назив "концентратор бр. 3", наручен је 1963. године у сврху третирања руде халкоцита из површинског копа Black Rock.
Неке руде ископане на месту површинског копа Black Rock није могло третирати на економичан начину концентратору бр. 3, а око 750 000 т овог материјала лошег квалитета, који садржи просечну количину бакра од 1,5%, се нагомилао.
У марту 1966. године, МИМ је објединио своје рударске залихе које је закупио, заузимајући сву територију између Хилтона и Маунт Ајзе, у оквиру јединственог специјалног рударског закупа и дијамантског бушења, започетог у Хилтону. Резерва Хилтон повећала се на 37 милиона тона.
Такође 1966. године, третман олово-цинкове руде пребачен је у нови концентратор, назван "концентратор бр. 2". Исте године дошло је до велике модернизације топионице олова, при чему је осам малих постројења за синтеровање замењено једним постројењем за синтеровање,  и ново окно, првобитно познато као окно "К57", али је касније преименовано у окно Р62, пуштено је у употребу.
Све до 1966. концентрације цинка произведене у првом концентратору су бивале исушене тако што су ставлљане у отворене бране за исушивање где вода услед загревања под дејством сунца испарава. Након што се добро осуши спреман је за транспорт бродом. Постројење за филтрацију концентрата цинка пуштено је у рад септембра 1966.
Третман оловно-цинкове руде у концентратору бр. 1 престао је у мају 1967. године, а сва оловно-цинкова руда накнадно је била прерађена кроз концентратор бр. 2 
У мају 1969. године МИМ је одлучио да настави са рудником Хилтон", названим у част Чарлса Р. Хилтона, Американца, који је у време открића рудног лежишта био главни директор. Потaпање истражног окна пречника 4,3 метра ("м") (познато као "Ј53") почело је у јуну 1970. године, а потапање до дубине од 630 м завршено је у јуну 1973. Потапање окна „П49“ и подизног окна (пречника 8 м) започело је 1971. године, а то окно довршено је до дубине од 1040 м у децембру 1975. године.
У марту 1971. прекинута је до сада уобичајена пракса враћања шљаке из конвертора у ревербераторне пећи за обнављање концентрованог бакра. Враћање шљаке био је проблем због високог нивоа магнетита („Fe3O4“) у шљаци. Магнетит има вишу температуру топљења од гвожђе-оксида („FeO“) који се обично налази у виду шљаке у ревербераторној пећи и таложи се, узрокујући повећану акумулацију у ревербераторној пећи, смањујући тако складишни капацитет пећи. МИМ је 1971. променио своју праксу обнављања бакровог конвертора и уместо да врати сву топлоту конвертора у ревербераторну пећ, дозволио је да се део шљаке полако охлади, а затим је обрађивао у бакарном концентратору да би се произвео концентрат шљаке конвертора. Овим су побољшани услови у којима ради ревербернаторна пећ.
1972. године МИМ је успоставио систем праћења квалитета ваздуха у Маунт Ајзи, искључујући рад топионице кад год се сматра да метеоролошки услови могу довести до тога да ниво сумпор-диоксида премаши USEPA (енгл. The Environmental Protection Agency) стандарде у граду Маунт Ајзи. Систем за контролу квалитета ваздуха (познат као "AQC систем"  ) резултирао је губитком око 15% производње у топионици олова и око 7,7% производње бакра.
1973 године, нови концентратор бакра, познат као "концентратор бр. 4", наручен је за третирање бакaрне руде ( и има брзину од шест милиона т / г руде која садржи 3% бакра и 55-60% силицијума). а стари концентратор бр. 1 је искључен, и нова печења са флуидизираним слојем постављена је у топионицу бакра да би заменила више печења на огњишту која се користи од 1953. Тиме је повећана производња бакра на 155.000 т / год. Друга ревербераторна пећ стављена је у стални погон за третирање додатног калцина произведеног у новом печењу. 
Када је пуштен у погон нови процес печења пракса додавања шљаке врућег конвертора у ревербераторну пећ у потпуности је престала.
Замена пећи на огњишту са пекачем са флуидним слојем значила је да се количина сумпора елиминисаног из концентрата током процеса печења повећавала, што је повећало садржај бакра („мат“) матиране пећи са 33–35% на бакар 40–42% бакра. Овај виши мат квалитет значио је да се у претварачима мора елиминисати мање сумпора по тони концентрата третираног у топионици, чиме се повећава њихов ефикасни капацитет и омогућава већа производња бакра из топионице без додавања додатних конвертора.
Стопа производње руде повећала се у раздобљу од 1953. до 1973. године, достижући 2,74 милиона тона у 1960, 3,65 милиона тона у финансијској години 1965–66, а у кратком периоду у 1973. године је порасла на 7,2 милиона т / год (2,6 милиона т / год. олово-цинкове руде и 4,6 милиона т / г бакарне руде).

### Раст, иновације и консолидација (1973–2003)
Веома тешка природа лежишта Маунт Ајзе значила је да је компанија одувек требало да буде на челу рударске технологије. Било је то 1962. године, оснивачки спонзор Australian Minerals Industry Research Association (АМИРА) П9 који је радио на пројекту истраживања минерала на Универзитету у Квинсленду, показао се као добра основа за Julius Kruttschnitt Mineral Research Centre. Затим је од 1970-их до 1990-их постао светски лидер у развоју нових рударских техника и технологија прераде као начин за супростављање паду цена метала и растућим трошковима.
1978. године МИМ-ова сарадничка фирма за пречишћавање бакра развила је технологију рафинирања бакра Isa Process  која се данас продаје као IsaKidd поступак и глобално се сматра препорученом технологијом за прераду бакра, а преко 100 лиценцираних корисника користи технологију широм света. Технологија Isa Process унапредила је рафинирања бакра заменом бакарних катодних лимова са нерђајућим челичним лимовима и омогућила оно што је било веома напорно извести а то је механизовати цео процес.
Истовремено са развојем технологије резервоара Isa Process-a, МИМ је започео са Australian government's Commonwealth Scientific and Industrial Research Organisation („ CSIRO “), заједнички развој енергетски ефикасне ISASMELT™ топионице, засноване на CSIRO's Sirosmelt lance . Након лабораторијских испитивања потенцијалног процеса топљења олова у објектима ЦСИРО-а у Мелбурну, МИМ је прешао на 120 kg / х у испитивачком постројењу у топионици олова Маунт Ајза 1980. године, а потом и у пилот-постројењу од пет тона на сат у топионици олова 1983. године. Након тога уследио је развој процеса топљења бакра у испитивачком постројењу Маунт Ајзе и изградња демонстрационог постројења ISASMELT™ бакра од 15 т / х у топионици бакра 1987. Постигнут је успех оловне пилот фабрике и постројења за демонстрацију бакра, који су повећали производњу метала МИМ-а тиме што су били руковођени одговарајућим оперативним особљем, МИМ је одлучио да пласира технологију  ISASMELT™. До 2013. године постојало је 15 постројења за операције  ISASMELT™ у 10 земаља, укључујући и топионицу бакра Маунт Ајза.
1992. године МИМ је наручила пећ ISASMELT™ за топионицу бакра Маунт Ајзе за третирање 104 т / х концентрата који садржи 180.000 т / и бакра. Њена пропусност је у почетку била ограничена јер је МИМ одлучио да задржи једну од две ревербераторне пећи и претварачи су тиме постали уско грло. Проток ISASMELT™ постројења морао је да буде ограничен како би се омогућило да прође довољно материјала кроз ревербераторну пећ да се спречи замрзавање матица на дну пећи. 1997. године одлучено је да се угаси и пећ и ревербераторна пећ, а проток пећи ISASMELT™ је појачан на више од 160 т / х концентрата додавањем четвртог Пирс -Смит конвертора  и другог постројења за кисеоник.
1985. године МИМ је унајмио професора Грејам Џејмесона са Универзитета у Њукаслу (Аустралија) за побољшање sparger design у флотацијским силосима који се користе као сепаратори концентрата цинка у кружном процесу концентрата олова и цинка. Полазећи од овог дела, Џејмесон је развио идеју о мешању ваздуха и концентратне суспензије у цеви, која се назива "доњи одвод", и која је убачена у флотацијски силос. Даља истраживања су показала да је мешање суспензије и ваздуха у цеви значило да је већи део висине традиционалних флотацијских силоса непотребан и тада је настао је концепт кратке „ Jameson Cell “.
Џејмесон је идеју патентирао 1986. године, а 1986. године у Маунт Ајзи је тестирана пилотска ћелија (она која служи као главни узорак за испитивање, на основу које се процењују остале) од две тоне на сат ("т / х"). 1988. године МИМ је одлучио повећати капацитет свог флотацијског кружног процеса средње тешких постројења како би побољшао опоравак олова и, након испитивања разних алтернатива, инсталирао две комплетне ваге Џејмесон ћелијеу концентратор олова и цинка 1989. године. У априлу 1989. године, МИМ Холдингс је стекао светска права на металуршку примену Џејмесон ћелије, почео је да продаје технологију и наставља да је развија. До 2005. године било је 228 ћелија Џејмесон широм света, које су радиле у флотацијским кружним процесима прераде угља и базних метала .
Од средине 1980-их дошло је до смањења перформанси концентрата оловa и цинка јер је величина зрна руде постајала прогресивно ситнија. То је значило да је руду потребно млети још финије него што је то било раније да се одвоје корисне минералне честице од нежељених (" некорисних") минерала и да се одвоје оловне минералне честице од минерала цинка. МИМ је истраживао разне постојеће технологије финог брушења (попут кугличних млинова и торњева), али је утврдио да су непрофитабилне у поступку који он практикује и да је висока потрошња челичног средства за брушење резултирала загађивањем површине материјала одређеном количином гвожђа, чинећи их мање подложним за поступак флотације. Сходно томе, МИМ је тежио развоју боље технологије брушења, а резултат тога је био удруживање са Netzsch-Feinmahltechnik GmbHу циљу развоја високо енергетски ефикасних хоризонталних мешалица и та технологија позната је под именом IsaMill . Технологијe IsaMills обично користе инертно средство за мљевење (као што су керамичке куглице, талог шљаке или силицијумски песак) и избегавају проблем инхибиције флотације ситних честица са наслагама гвожђа.
Након тестирања прототипа на разним вагама, прва потпуно комплетна вага IsaMill је инсталирана у концентратор олова и цинка у руднику Маунт Ајза 1994. године, а затим друга   и у руднику McArthur River у Northern Territory 1995. МИМ је одлучио да пружи лиценцу те технологије другим корисницима 1999. године а последње расположиве информације наводе да је 121 IsaMills инсталиран у концентраторима широм света. 
По завршетку окна П49 у Хилтону 1975, пројекат је био завршен због пада светских цена олова, цинка и сребра. Неке активности у развоју рудника су настављене, али на врло ниском нивоу.
1978. године МИМ је саградио нову станицу високу 270 м за своју топионицу олова како би умањио утицај AQC система на производњу у топионици олова тако што је користио претходну станицу од 76 м.
Од свог почетка топионица бакра је производила блистер бакар, првобитно за продају, а потом и за рафинисање у МИМ-овој рафинерији бакра у Таунсвилу. Ово се променило у јуну 1979, када су у топионици бакра Маунт Ајзе пуштене у употребу две ротационе "анодне пећи" капацитета 320 тона са точковима за анодно ливење Митцуи. Укидајући извоз хладног блистер бакра из топионице Маунт Ајза резултирао је знатним уштедама енергије, јер су анодне пећи примиле истопљени блистер бакра из претварача, што значи да се хладни блистер бакар није морао поново загревати и истопити пре него што се баци у аноде за електролитичко рафинисање.
Производња у Хилтону поново је нарасла 1981. године, када је над окном П49 постављен стални рам, али пројекат је поново успорен услед другог пада цена олова и повећања производње оловног метала из операција Маунт Ајзе због постављања средње тешких постројења 1982. године.
Нова средње тешко постројење повећало је капацитет концентратора олова и цинка са 2,5 милиона т / год у финансијској години 1981–1982 на 4,2 милиона т / год у финансијској години 1984–1985. То је било постигнуто уклањањем лакших (неминерализованих) фрагмената стена и њиховим одбацивањем из концентратора пре него што су стигли до млинова за млевење који су представљали уско грло постројења. Количина одбаченог материјала била је 30–35% од улазне руде.
Све веће потешкоће у одвајању минерала олова и цинка значило је да је МИМ почетком 1986. почео да производи мешовити концентрат олова и цинка (познат у индустрији као "расути концентрат") и наставио с производњом до краја 1996. Рударске компаније мање плаћају топионици за расути концентрат због већих трошкова процеса производње у којима се овај концентрат касније третира. Како се повећала количина концентрата у великој мери, повећала се и потешкоћа проналажења купца. Цинк у расутом концентрату је на крају вредео само половину од вредности у чистом концентрату цинка.
Од 1987. године руда из рудника Хилтон коришћена је за допуну руде Маунт Ајзе, а до 1992. године количина обрађене руде концентратора бр. 2 достигла је пет милиона т / г, од чега је 30% долазило из Хилтона, а 70% произведено из Ајза рудника. а
У 1991. години у бакарни концентратор уграђене су два полуаутогена млина за млевење ("САГ млинови"). Ово је ослободило два куглична млинa који су пребачени у концентратор бр. 2 како би се повећао капацитет млевења тог постројења. Заједно са уградњом торња и неким новим капацитетом флотације, промене су повећале превођење цинка до концентрата цинка за преко 15%.
Крајем деведесетих година, производња из првобитних рудних тела Маунт Ајзе почела је да опада, при чему је производња бакарне руде из горњих рудних тела пала са пет милиона тона у 1994. на око 3,5 милиона т / и до 2000. године због повећања зависности од секвенци за вађење масе стене и повећањаа зависности од теретних возила. Производња руде из рудника олова Маунт Ајзе опала је на 1,2 милиона т / год до 2002.

### Године у поседу Xstrata (2003–2013)
Xstrata је купила рудник Маунт Ајзу за укупно 2,96 милијарди УСД (4,93 милијарди УСД), укључујући претпостављени дуг, 2003. године.
Након што је преузела рудник, Xstrata је поделила операције Маунт Ајзе на два одвојена тока: бакарни ток и олово-цинк-сребрни ток. Ток бакра постао је део Xstrata Copper  а олово-цинк-сребрни ток постао је део Xstrata Zinc.
Како је производња током старења подземног рудника олова и цинка Маунт Ајзе опала, МИМ је у октобру 2004. године започео експлоатацију на површинском копу Black Star, на месту неких од најранијих МИМ-ових рударских операција, са циљем да се одржи допремање сировине у концентратор олова и цинка.
Подземне операције у руднику олова Маунт Ајза престале су у децембру 2005, после 75 година скоро непрекидног рада.

### Године у поседу компаније GlencoreXstrata и Glencore (2013–)
Дана 2. маја 2013. Хstrata се спојила са Glencore и формирала Glencore Xstrata plc. Дана 20. маја 2014, Glencore Xstrata је после АГМ-а 2014. променио име у Glencore plc.

## Рудна тела
Маунт Ајза садржи два одвојена рудна тела: стратиграфски доњи хоризонт руде олова, цинка и сребра и горњу бакарну руду. Оба рудна тела су садржана у Доњем протерозојском Уркхарт шкриљцу . The Urquhart је 1.000 метара дебеo и сачињен је од сивих доломитичних шкриљаца са хоризонтом изграђеним од туфова. У близини рудних хоризоната, шкриљац је пиритичан. Рудна тела налазе се на једном од удубљења антиклинале и у зони су великог раседања.
Руда се појављује у облику ешалонских паралелних тела из шкриљаца. Рудна тела се могу ширити више од једног километра дуж удара и три четвртине километра низ пад. Дебљина може достићи 50 метара. Сматра се да су руде сингенетске са шкриљцем домаћином и испреплетене вулканским материјалом.

### Руда олова, цинка и сребра
Примарна руда састоји се од галенита, сфалерита богатог гвожђем и тетраедрита као рудних минерала, заједно са уобичајеним примесама пирита, пиротида, кварца, карбоната и графита. Појављују се и мање количине арсенопирита, марказита, халкопирита, валерита, проустита, полибазита и аргентита . Оригинална површински оксидирана руда садржи церусит, англесит и пироморфит . Сребро и цинк су уклоњени из површински оксидиране зоне и депоновани као супергене руде на дубину изнад примарне руде.

### Руде бакра
Бакар се јавља у бречастој стени „силика- доломитa “. Примарни минерали су халкопирит, пиротид и арсенопирит а има и мање количине кобалтита, марказита, валерита, халкостибита, галенита и других.

## Производња
- 6,1 милиона тона бакарне руде са 3,3% бакра
- 4,6 милиона тона руде олова, цинка и сребра са 154г / т сребра 5,4% олова 6,5% цинка (1986)

## Критика

### Питања здравља и безбедности људи
Рад топионице изазива емисију сумпор диоксида у близини града Маунт Ајзе. Истражни одбор рудника Маунт Ајзе у својој студији недавно је провео 4 године истражујући квалитет ваздуха и ефекте на здравље заједнице. Комисија није пронашла никакве доказе о штетним утицајима из рудника. Међутим, одбор није извештавао о емисији олова и неколико других метала повезаних са емисијом сумпор-диоксида а за које се зна да имају потенцијално озбиљне утицаје на животну средину и здравље. Рудник Маунт Ајза је тренутно највећи емитер у атмосферу сумпор-диоксида, олова и неколико других метала у Аустралији.  Друга истраживања потврдила су да је веома распрострањено тло које је загађено оловом, бакром и другим металима у околини Маунт Ајзе и да су ти контаминанти произведени из историјских и текућих емисија из топљења и одбегле прашине из рудника Маунт Ајза. Квинсленд Хелт (енгл.Queensland Health) је у 2008. години известио да је просечна концентрација олова у крви деце ( узраста 1-4 године) у Маунт Ајзи износила пет микрограма / дл, а 11,3% више од 10 микрограма / дл. За поређење, просечна количина олова у крви код деце из незагађених урбаних подручја износи око два микрограма / дл. Недавно медицинско истраживање је документовало штетне ефекте које на здравље имају концентрације олова у крви које су изнад пет микрограма / дл, а вероватно и оне до два микрограма / дл.

### Злочин
У септембру 2014. године Шарлин Боди (енгл. Sharlene Body) oсвојила је права на грађанском суђењу против Xstrata због наводног наношења неуролошких оштећења њеном сину путем неуротоксичних емисија олова.

## Награде
Године 2010, Маунт Ајза рудник је убачен у Queensland Business Leaders Hall of Fame .